# اسپورتس اینتراکتیو
اسپورتس اینتراکتیو (انگلیسی: Sports Interactive) شرکت بازی ویدئویی بریتانیایی است، که در سال ۱۹۹۴ تأسیس شد.